# Tawaraya Sōtatsu
Tawaraya Sōtatsu (fl. XVI-XVII secolo) è stato un pittore giapponese.
Sōtatsu è noto soprattutto per le sue decorazioni delle opere calligrafiche del suo socio Hon'ami Kōetsu (1558–1637) e per i suoi spettacolari paraventi byōbu, come Dio del Vento e Dio del Tuono e il suo dipinto di Sekiya e Miotsukushi tratto dalla Storia di Genji. Ha anche reso popolare una tecnica chiamata tarashikomi, in cui viene applicato un secondo strato di vernice prima che il primo strato sia asciutto. 
Ha anche il merito di aver co-fondato la scuola Rinpa, insieme a Kōetsu. Rinpa non era solo una scuola, ma un gruppo di artisti direttamente influenzati da Sōtatsu e Kōetsu. Alcuni degli artisti più noti del Rinpa sono Ogata Kōrin (1658–1716), Ogata Kenzan (1663–1743) e Sakai Hōitsu (1761–1828). 

## Biografia
La data esatta della nascita di Sōtatsu, probabilmente intorno al 1570, rimane sconosciuta, così come il luogo della sua nascita. Il pittore Tani Bunchō (1763–1841) affermò che Sōtatsu era originario di Noto e che studiò sotto Sumiyoshi Jokei a Kyoto. Il suo cognome potrebbe essere stato Nonomura. 
Nel 1602 fu assunto dalla famiglia Taira per riparare i rotoli di sutra del XII secolo Heike nōkyō nel santuario di Itsukushima a Miyajima. Questo è il primo dipinto attribuito a Sōtatsu, ma presenta già le caratteristiche dei suoi lavori successivi. Si sospetta che Kōetsu avesse partecipato nella riparazione della pergamena. 
La prima collaborazione confermata con Hon'ami Kōetsu (1558–1637) è nel Sagabon, un ambizioso progetto avviato intorno al 1606 da Suminokura Soan (1571–1632) per pubblicare edizioni elaborate dei libri classici giapponesi e dei libretti di Noh. Sōtatsu creò i disegni per le copertine e la carta di molti dei libri, mentre Kōetsu è stato il calligrafo di alcuni dei testi. Il nome Sagabon deriva dal sobborgo di Kyoto, dove è stato prodotto il libro. 
Sōtatsu sposò una cugina di Koetsu. Aprì anche un negozio a Kyoto, chiamato Tawaraya, dove vendette una varietà di oggetti decorati, tra cui ventagli, carta per lanterne, paraventi, bambole e motivi per kimono, e inoltre accettò anche commissioni per decorare interni. Il negozio ottenne presto riconoscimenti per la sua eccellenza artistica. 
La collaborazione tra Sōtatsu e Kōetsu terminò intorno al 1620, forse perché si stava allontanando dalla professione di decoratore e designer e iniziò a concentrarsi maggiormente sulla sua carriera di pittore. 
Decorò le porte e gli schermi del tempio Yōgen-in durante la ricostruzione ordinata dalla moglie di Tokugawa Hidetada nel 1621, e nel 1630 gli fu conferito il titolo di hokkyō (Maestro del ponte della Legge), il terzo grado più alto assegnato agli artisti buddisti. 
Le circostanze della morte di Sōtatsu non sono note, ma probabilmente morì intorno al 1640. I più riusciti tra i suoi studenti diretti furono Tawaraya Sōsetsu e Kitawaga Sōsetsu.

## Opere

### Antologia con le Gru
Antologia con le Gru (鶴 図 下 絵 和 歌 巻) è una pergamena decorata da Sōtatsu usando pigmenti d'argento e d'oro, con calligrafia di Hon'ami Kōetsu. Contiene alcune delle migliori calligrafie di Kōetsu e uno dei migliori esempi delle abilità decorative di Sōtatsu. Il lavoro fu probabilmente prodotto tra il 1602 e il 1620, periodo durante il quale si ritiene che Sōtatsu e Kōetsu abbiano lavorato insieme. 
Il testo della pergamena è una raccolta di poesie waka dei poeti conosciuti collettivamente come Trentasei Immortali di Poesia, incluso un poema di ciascuno dei 36 membri del gruppo. Il motivo visivo è quello delle gru, che volano in stormi su tutta la lunghezza della pergamena. L'abilità del design di Sōtatsu e la sua "originalità all'avanguardia" sono state elogiate. 
La pergamena misura 34,1 cm x 1356 cm e appartiene al Museo Nazionale di Kyoto. È un'importante proprietà culturale. 

Antologia con le Gru (dettaglio)
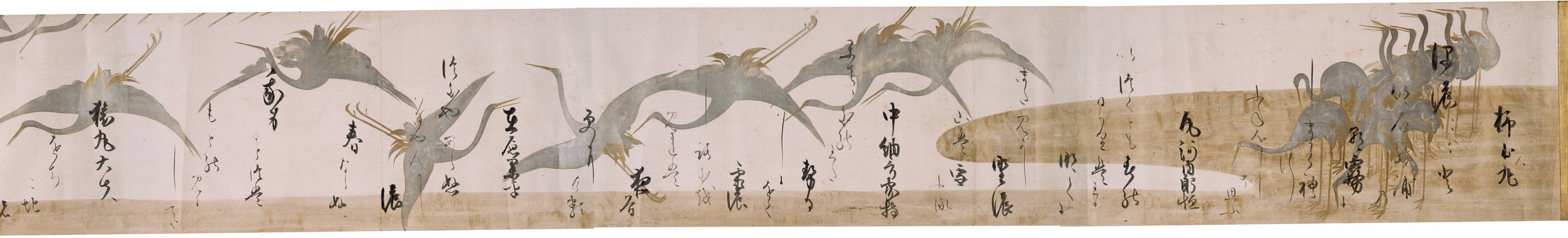
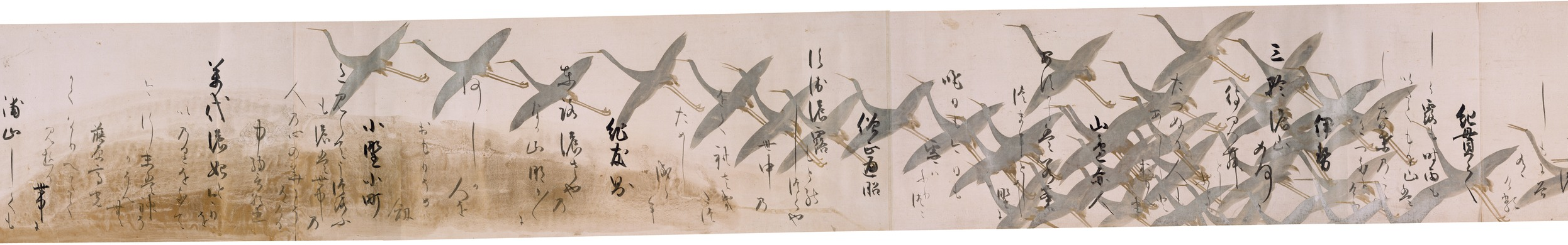

### Dio del Vento e Dio del Tuono
Dio del Vento e Dio del Tuono (紙 本金 地 著色 風神 雷神 図) è una coppia di paraventi a due pieghe realizzati con inchiostro e colore su carta stagnola. Raffigura Raijin, il dio del fulmine, del tuono e dei temporali nella religione shintoista e nella mitologia giapponese, e Fūjin, il dio del vento. I paraventi non hanno iscrizione o sigillo, ma la sua attribuzione a Tawaraya Sotatsu non è messa in discussione. 
È un'opera particolarmente importante nella scuola Rinpa perché altre due delle sue figure più importanti, Ogata Kōrin (1658–1716) e Sakai Hōitsu (1761–1828), replicarono il dipinto in omaggio. Tutte e tre le versioni dell'opera sono state esposte insieme per la prima volta in settantacinque anni nel 2015, alla mostra del Museo nazionale di Kyoto "Rinpa: L'Estetica della Capitale". 
Ogni paravento misura 169,8 cm × 154,5 cm (66,9 pollici × 60,8 pollici). Appartengono al tempio buddista Zen Kennin-ji di Kyoto, ma sono esposti occasionalmente nel Museo Nazionale di Kyoto. Sono un tesoro nazionale del Giappone.

Dio del Vento e Dio del Tuono
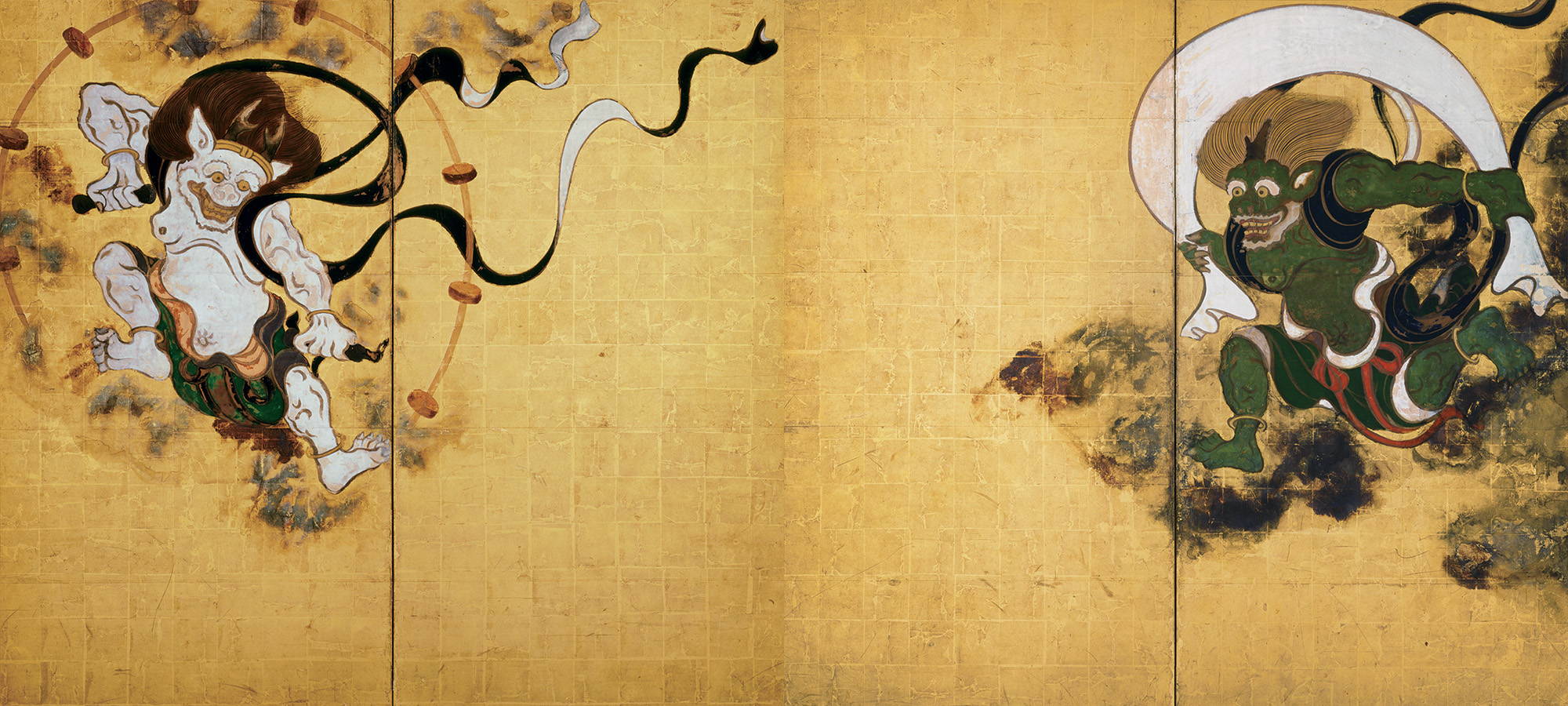